# Bovški Gamsovec
Bovški Gamsovec je 2392 m visok topografski vrh v grebenu med Stenarjem (2501 m) in Pihavcem (2419 m)v Julijskih Alpah v bližini Kriških podov. Na vzhodu meji na dolino Vrat, na zahodu pa preko Pihavca meji na dolino Zadnjice. Proti jugu meji na Luknjo (1758 m), preval med dolino Zadnjice in Vrat.
V starejših virih se je vrh imenoval samo Gamsovec, pridevnik bovški pa je pridobil zaradi razlikovanja z Dovškim Gamsovcem, ki stoji v njegovi bližini.
Planinske poti do vrha so zahtevne. Iz Zadnjice preko Luknje je 5 h 15 min hoje, od Aljaževega doma preko Luknje pa 4 h 30 min hoje.